# Владимир Ваухник
Владимир Ваухник (Светиње код Орможа, 24. јун 1896 — Буенос Ајрес, 31. март 1955) био је официр Југословенске војске (ЈВ), војни аташе и обавештајац. Пре Априлског рата био је војни аташе у Берлину. У току рата је прикупљао информације за савезничке обавештајне службе. Након Другог светског рата је живео у емиграцији, првобитно у Швајцарској, доцније у Аргентини.

## Биографија

#### Порекло, младост и школовање
Владимир Ваухник је рођен у породици просветних радника. Имао је три брата и сестру. Пре уписа у пети разред средње школе одлучио се за Пешадијску кадетску школу у Марибору коју је уписао 1911. године.

#### Учешће у рату, Генералштабна академија и каријера
Током Првог светског рата служио је у 17. пешадијском пуку који је углавном био састављен од Словака и делимично од Словенаца. Пук је био део 6. Дивизије, која је била распоређена у Галицији и борила се у близини Пшемисла. Учествовао је у низу битака, и рањен је неколико пута.
Након распада Аустроугарске прикључио се новоформираној југословенској војсци као капетан, и учествовао у завршним борбама у јужној Корушкој у одредима којима је командовао Рудолф Мајстер.
Постао је официр Војске Краљевине Југославије, где је брзо напредовао у хијерархији. Завршио је генералштабну школу у Београду, а усавршавао се на Écoles supérieures de guerre у Француској.
По повратку у Југославију, службовао је у војсци пре него што је 1930. постављен за професора на Војној академији у Београду, где је је предавао стратегију. Године 1936. именован је за начелника штаба Дринске дивизије. Поред три језика са којима је одрастао (словеначки, немачки и српскохрватски), научио је француски, италијански и енглески. Објавио је низ војних списа и унапређен је у чин пуковника - у време промоције, био је један од најмлађих официра тог ранга у целој Војсци Југославије.

#### Војни аташе и обавештајац у Берлину
Ваухник је у новембру 1938. именован за Војног аташеа Краљевског југословенског посланства у Берлину. Био је способан да из различитих извора извуче веома поверљиве обавештајне информације.
У другој недељи марта 1941. Ваухник је добио поверљиву информацију о плану напада Немачке са снагом од 200 дивизија на Совјетски Савез који би започео у другој половини маја. Он је ту поруку о нападу послао југословенском Генералштабу и ађутанту Регента кнеза Павла. Међутим, пријем поруке није ни потврђен, нити је из ње нешто изведено за стратегију Југославије. Ваухник је тада затражио од амбасадора Иве Андрића да проследи поруку Александру Цинцар-Марковићу, који би је могао искористити у својим преговорима са Немачком. Преко шведског војног аташеа, Ваухник је обавестио и британску мисију, да би преко Лондона упозорио Совјетски Савез.
Дана 25. марта 1941. у Бечу је одржана церемонија потписивања приступања Краљевине Југославије Тројном пакту. Међутим, због војног пуча и збацивања Кнеза Павла и Владе, што се десило два дана касније, немачко руководство је, огорчено, решило да планове за улазак у рат против Грчке на страни Италије (Операција "Марита"), искомбинује са нападом на Југославију.
Дана 2. априла 1941. Ваухник је упозорио своје претпостављене у Београду, са тачном назнаком датума и времена планираног напада на Војску Југославије (6. април 1941) уз учешће 32 дивизије. Он је рекао да је ту информацију добио од пуковника Ханса Остера из Министарства одбране. Операција је имала шифровано име Директива 25.

#### У окупираној Југославији, бекство и изгнанство
После напада на Београд, Ваухник је био притворен од стране Гестапоа и у затвору је провео два месеца. У том периоду Југословенска влада у егзилу га је 24. маја 1941. године, разрешила дужности и ставила га на располагање. Након тога био је протеран из Немачке, и обрео се у Загреб, где се придружио Домобранима. Сазнавши за то Председник владе Краљевине Југославије у егзилу армијски генерал Душан Симовић је потписао указ којим је изгубио пуковнички чин 26. септембра 1941. године и проглашен за војног бегунца. Након непуна два месеца, згрожен идеологијом НДХ, враћа се у Љубљану која је у то време била окупирана од стране Италије. Ту је исте године основао обавештајну службу Berliner Börsen-Zeitung (ББЗ), за чији рад је користио своје контакте из времена када је био војни аташе. Група је деловала за потребе Велике Британије и била активна до 1944.
Иако се у појединим изворима наводи да је командовао словеначких четничким јединицама и да је чак унапређен у чин генерала од стране Драгољуба Михаиловића, потврда за ту информацију не постоји ни у једном архивском документу.
У априлу 1944, Ваухникова рођака Мелита Талер (удато презиме Томић), која је радила као обавештајац за ББЗ, ухапшена је у Загребу, и убрзо је осуђена на смрт.
Због безбедности Ваухник јуна 1944. године напушта Љубљану, одлази прво у Милано, а у октобру се пребацује у Швајцарску. По завршетку Другог светског рата, одлучио је да се не врати у сада Социјалистичку Југославију под Титом, тако да је 1948. емигрирао у Аргентину. Тамо је радио као службеник за помоћ словеначким исељеницима, где је и умро 1955. године.

#### Мемоари
Владимир Ваухник је своје мемоаре написао у Швајцарској 1945. као две засебне књиге: „У потрази за Хитлеровим војним плановима. Три године војни аташе у Берлину“ и „Међу издајницима, шпијунима и јунацима. Прича о тајној обавештајној организацији (1941–1944)“.
Ваухникови мемоари постоје у три језичке варијанте – словеначкој, немачкој и српскохрватској. Све три верзије мемоара објављене су након његове смрти, а прво емигрантско словеначко издање је доживело уметање делова које Ваухник није написао.
Прво целовито српско издање књиге Владимира Ваухника „Међу шпијунима, издајницима и јунацима“ изашло је 2024. године у издању Академске књиге из Новог Сада. У овом издању се доноси комплетан текст мемоара, укључујући и делове који нису били објављени у емигрантском српскохрватском и првом словеначком емигрантском издању. Књигу је приредио Владимир Петровић.

## Занимљивости
Ваухник се као књижевни јунак појављује у биографском роману Каинов ожиљак Владимира Кецмановића и Дејана Стојиљковића, у коме аутори говоре о мандату амбасадора Иве Андрића од 1939. до 1941. године у нацистичкој Немачкој.
У филму Пролеће на последњем језеру из 2020. године српског редитеља Филипа Чоловића појављује се лик Ваухника, као и Иво Андрић и Милица Бабић.